# Порта, Самюэль
Самюэ́ль Порта́ (фр. Samuel Porta; 3 декабря 1716, Лозанна — 14 октября 1790, там же) — швейцарский юрист.

## Происхождение и семья
Сын священника Давида Порты и Мари Луи Оливье. Был женат на Франсуаз Флешье из Нима. Его зятем был священник и демограф Жан-Луи Мюре.

## Биография
Будучи адвокатом, представлял военачальника Луи де Порта, который выступил в защиту одного из своих подданных, ограбленных ньонским бальи — этот процесс наделал много шума и привёл к дисциплинарным санкциям, наложенным центральным швейцарским правительством в Берне на Порту. У Порты проходили юридическую стажировку некоторые деятели Французской революции, среди которых Жюль Мюре, Жан-Жак Кар и Анри Моно, который оставил о личности Порты яркие воспоминания в своих мемуарах Souvenirs inédits (с фр. — «Неопубликованные воспоминания»). Автор капитального труда по гражданскому праву, бывшему в ходу вплоть до XIX века Principes sur la formalité civile-judiciaire du Pays de Vaud (с фр. — «Принципы формальностей гражданского права в кантоне Во», 1777), и неопубликованных записок по частному праву и судебной процедуре. Он также участвовал по запросу города Лозанны в уточнении и обновлении комментариев Жака-Франсуа Буава о лозаннской судебной процедуре, публикация которых была запрещена Берном.